# تشاس شاندلير
تشاس شاندلير (بالإنجليزية: Chas Chandler)‏ هو مدير مواهب ومنتج أسطوانات وملحن وعازف قيثارة ووكيل مواهب وموسيقي بريطاني، ولد في 18 ديسمبر 1938 في Heaton, Newcastle upon Tyne ‏ في المملكة المتحدة، وتوفي في 17 يوليو 1996 في نيوكاسل أبون تاين في المملكة المتحدة بسبب قصور القلب.

## وصلات خارجية
- تشاس شاندلير على موقع IMDb (الإنجليزية)
- تشاس شاندلير على موقع ميوزك برينز (الإنجليزية)
- تشاس شاندلير على موقع أول ميوزيك (الإنجليزية)
- تشاس شاندلير على موقع أول ميوزيك (الإنجليزية)
- تشاس شاندلير على موقع ديسكوغز (الإنجليزية)
- تشاس شاندلير على موقع قاعدة بيانات الفيلم (الإنجليزية)